# Urso-de-kodiak
O urso-de-kodiak (Ursus arctos middendorffi) também conhecido como urso pardo de kodiak ou urso pardo do Alaska é uma subespécie de urso-pardo que habita as ilhas do arquipélago de Kodiak no sudeste do Alasca e ilhas adjacentes. É designado por vezes como urso-gigante-do-alasca devido ao seu grande tamanho, pois trata-se do maior urso pardo e rivaliza com o urso-polar no título de maior carnívoro terrestre.
Fisiologicamente, o urso de kodiak é muito semelhante a outras subespécies de ursos pardos, sendo a principal diferença o tamanho, a maioria dos ursos pardos do continente pesam entre 115 e 360 kg, o urso de kodiak, por outro lado geralmente atinge tamanhos de 300 a 600 kg, sendo conhecido indivíduos de até 680 kg. Apesar desta grande variação de tamanho, a dieta e o estilo de vida dos kodiak não é muito diferente do de outros ursos pardos.
Desde que os primeiros humanos chegaram ao Alaska atravessando o estreito de Bering, ocorreram encontros entre pessoas e ursos de kodiak. Hoje, esses encontros tornaram-se mais comuns como resultado do aumento da população humana na região. Tais encontros incluem a caça pela pele e carne, e mais raramente ataques de ursos a pessoas, mais recentemente, à medida que os esforços de conservação tornam-se mais comuns, surgiram preocupações com a sustentabilidade da população de ursos de kodiak. A UICN classifica o urso pardo em geral como uma espécie pouco preocupante. No entanto, a UICN não diferencia entre subespécies portanto não se sabe se a população de ursos de kodiak é tão saudável quanto afirmam.

## Características
| Característica       | De                     | Até                  |
| -------------------- | ---------------------- | -------------------- |
| Altura               | 99 cm                  | 1,33 m               |
| Comprimento (fêmea)  | 2,10m                  | 2,50 m               |
| Comprimento (macho)  | 2,44m                  | 3,00 m               |
| Comprimento da cauda | 20 cm                  | 0,20 m               |
| Peso (fêmea)         | 181 kg                 | 318 kg               |
| Peso (macho)         | 272 kg                 | 635 kg               |
| Nº de crias          | 4                      | 6                    |
| Gestação             | 95 dias                | 112 dias             |
| Tempo de vida        | 28-30 anos na natureza | 34 anos em cativeiro |

O urso de kodiak é a maior subespécie de urso pardo e o segundo maior carnívoro terrestre vivo depois do urso polar, que é menos variável em tamanho e maior devido a isso. Em média uma fêmea adulta pesa de 181 a 318 kg, enquanto que os machos de 272 a 635 kg, podendo chegar a 680 kg nos maiores espécimes. As fêmeas são em média de 20 a 30% menores que os machos. O comprimento médio é de 2,44 m para os machos, e 1,33 m de altura no ombro, quando ficam em pé sobre as patas traseiras podem atingir até 3 m. O maior urso de kodiak já registrado foi um macho cativo chamado ''Clyde'' que viveu no zoológico de Dakota em Dakota do norte nos EUA, ele pesava 966 kg e quando morreu em junho de 1987 aos 22 anos chegou a pesar 1.090 kg, segundo ao diretor do zoológico Terry Lincoln,  ''Clyde'' tinha uma camada de gordura de nove polegadas quando morreu.
Pode correr a 56 km/h em trajectos curtos e nada com grande facilidade.
É um animal solitário que só forma grupos quando se trata de uma fêmea e crias. Em liberdade, vive até 20 anos.
O urso-de-kodiak é mais robusto e de pelagem mais comprida e densa que outros ursos-pardos. A visão é fraca, mas o olfacto é excelente para encontrar comida. Devido à maior massa muscular, a carne tem maior peso na dieta do urso-de-kodiak, que completa com algumas raízes, frutos e rebentos. Entre os animais de que se alimenta com certa frequência estão o salmão, focas, cervos e alces.

## Relações com humanos

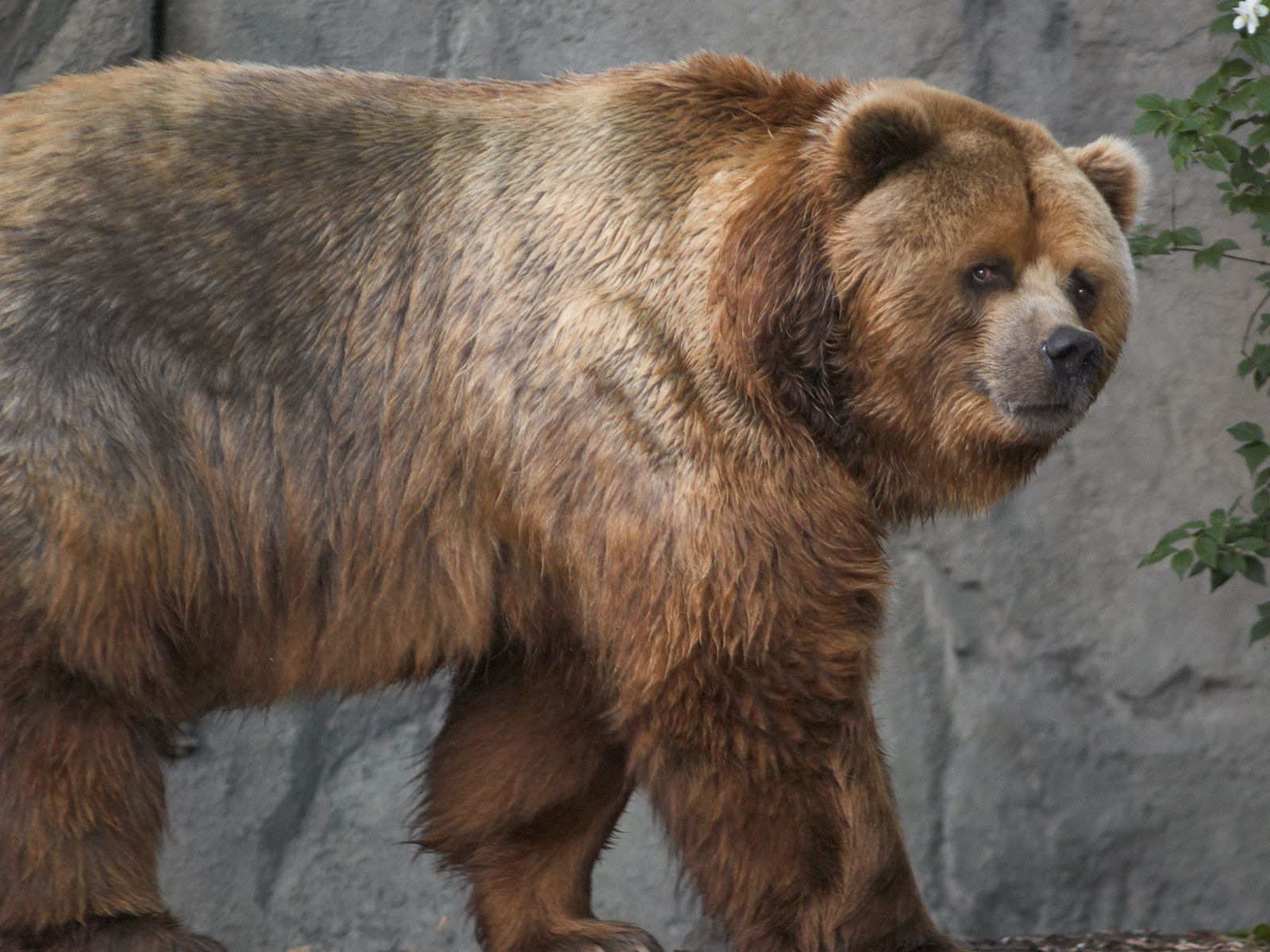
Urso-de-kodiak em cativeiro.

Ainda que raras vezes se acerquem do homem, houve casos de ursos-de-kodiak assassinos que tomaram gosto por carne humana: tal é o caso de um grande urso que devorou três turistas antes de ser localizado e abatido com quatro tiros na cabeça por um Guarda Florestal do Alasca em 2008. Não obstante, esses casos são raros. A maioria dos exemplares são tranquilos enquanto não sejam molestados e a ilha Kodiak é um dos lugares mais visitados do Alasca precisamente para admirar os seus enormes ursos, algo que sucede sem incidentes de importância na maioria dos casos. Este urso mostra-se muito submisso em cativeiro e inclusive tem sido protagonista de numerosos documentários e até mesmo um longa-metragem, O Urso (1988).
A caça a esta subespécie está permitida no Alasca e é regulada para evitar excessos, já que, devido à reduzida área de distribuição, não se pode dizer que seja muito abundante. Cerca de dois terços da ilha Kodiak encontra-se dentro dos limites do Kodiak National Wildlife Refuge, onde a caça não é permitida.

## Na cultura popular
- O urso, de O Cão e a Raposa, é um Urso-de-kodiak
- Na animação Irmão Urso, Koda, Kenai e outros ursos também são ursos-de-Kodiak